# Kubanske, Simferopol
Kubanske (în ucraineană Кубанське) este un sat în comuna Rodnîkove din raionul Simferopol, Republica Autonomă Crimeea, Ucraina.

## Demografie
Componența lingvistică a localității Kubanske
     Rusă (58,09%)
     Tătară crimeeană (26,47%)
     Ucraineană (11,03%)
     Alte limbi (0,74%)
Conform recensământului din 2001, majoritatea populației localității Kubanske era vorbitoare de rusă (58,09%), existând în minoritate și vorbitori de tătară crimeeană (26,47%) și ucraineană (11,03%).